# Abraham Maslow
Abraham Maslow (n. 1 aprilie 1908, New York, SUA – d. 8 iunie 1970, MenloPark, California) a fost un psiholog umanist american. Este cunoscut astăzi pentru propunerea sa privind bazele teoriei ierarhiei nevoilor umane.

## Viața
S-a născut în Brooklyn, New York, ca primul copil al unei familii de evrei emigranți din Rusia. La insistențele părinților, Abraham a studiat trei semestre dreptul la City College of New York, după care s-a transferat la Cornell University, ca mai apoi să revină la CCNY.
După ce s-a căsătorit cu verișoara sa primară Bertha Goodman, s-a mutat în Wisconsin pentru a studia la University of Wisconsin de unde, în cele din urmă, și-a căpătat doctoratul (1934) în psihologie. In Wisconsin, Maslow a studiat alături de Harry Harlow, și mai apoi a revenit la New York pentru a lucra cu E. L. Thorndike la Columbia University.
Profesorul Maslow a început să predea ca titular la Brooklyn College. În această perioadă a întâlnit mulți psihologi europeni, printre care Alfred Adler și Erich Fromm. În 1951, Maslow a devenit șeful catedrei de psihologie la Brandeis University, de unde și-a început activitatea de cercetare teoretică. Acolo l-a întâlnit pe Kurt Goldstein, care i-a sugerat ideea de auto-actualizare.
S-a retras în California (1970), unde la vârsta de 62 ani, a murit în urma unei afecțiuni a inimii.

## Munca
Principala lui contribuție în psihologie a fost în problema ierarhizării nevoilor umane. 
Având o abordare umanistă, Maslow observă că ființele umane nu sunt împinse sau atrase numai de forțe mecanice, ci mai degrabă de stimuli, obiceiuri sau impulsuri instinctive necunoscute. Astfel, el susține că ființele umane sunt motivate de anumite nevoi nesatisfăcute, ṣi că nevoile situate pe treptele inferioare ale piramidei trebuie satisfăcute înainte de a se putea ajunge la cele superioare.
Una din diferențele esențiale față de ceilalți doi capi ai psihologiei acelor vremuri (Freud și B.F. Skinner), a fost interesul mai degrabă scăzut al lui Maslow față de oamenii bolnavi mintal sau nebuni, și orientat către persoane pe care le cataloga drept complet "funcționale", cu personalitate "sănătoasă" (sau mai bine zis auto-actualizantă), cum ar fi Einstein, Lincoln, Jefferson, Schweitzer, Jane Addams, Eleanor Roosevelt, Frederick Douglas.

### Ierarhia Maslow

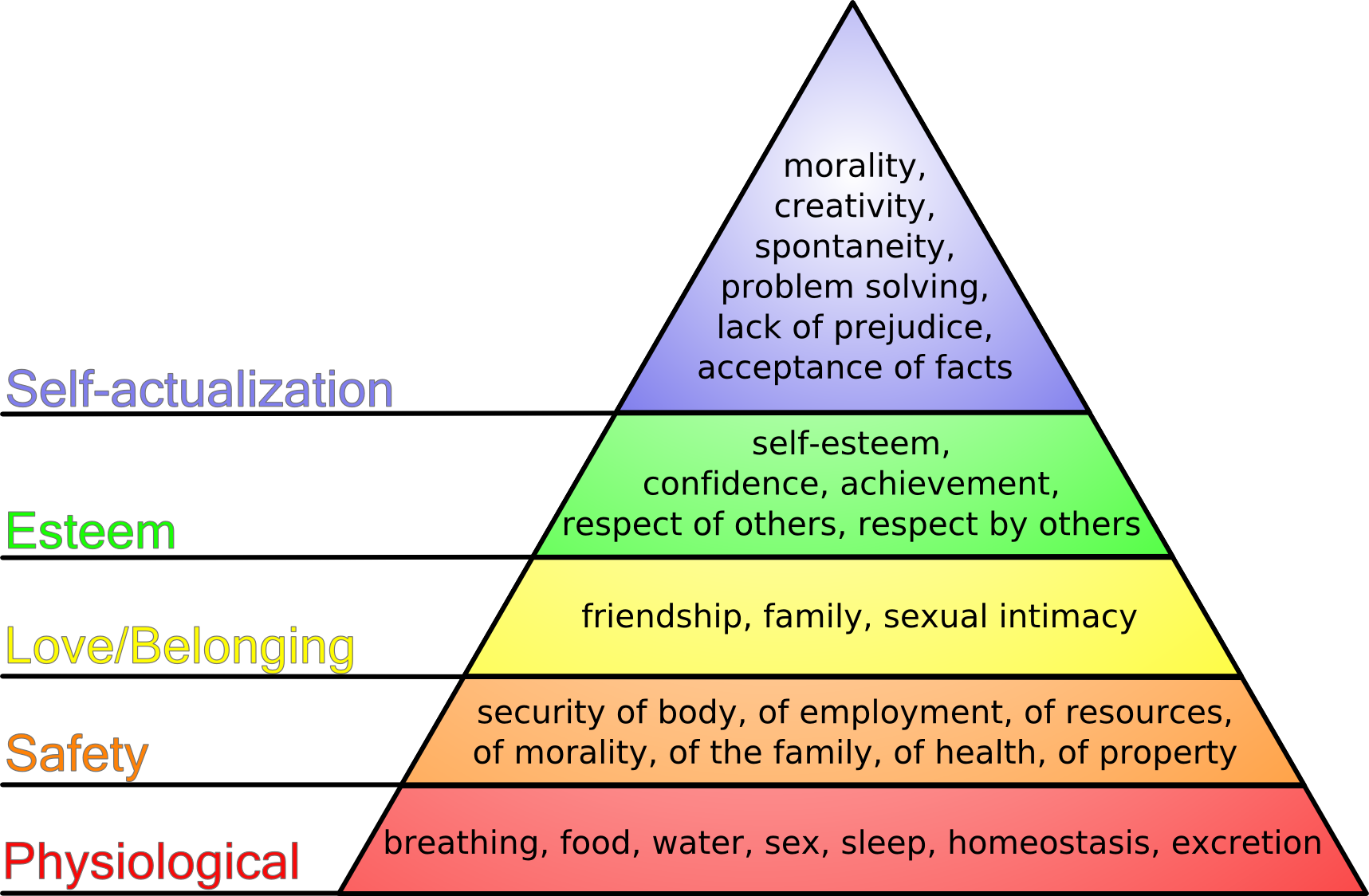
În ierarhia trebuințelor umane, Maslow situează nevoile cele mai primitive la baza piramidei

Deși toate nevoile sunt instinctive, nu toate sunt la fel de puternice. Astfel, nevoile cele mai puternice au fost așezate la baza piramidei trebuințelor. Cu cât o nevoie urca spre vârful piramidei, cu atât este mai slabă și specifică individului respectiv. Se observă astfel că nevoile primare sunt comune atât tuturor oamenilor cât și animalelor. Ele includ necesitățile fiziologice (cum ar fi cele biologice ca hrana, apa, aerul, igiena), somnul, sexul și o temperatura relativ constantă a corpului.
Odată ce individul își satisface acest nivel de necesități, se poate concentra pe nevoile de siguranță. 
Acestea au de a face cu stabilitatea și consistența într-o lume relativ haotică. Ele țin mai mult de integritatea fizică, cum ar fi securitatea casei și a familiei. În unele cazuri, nevoia de siguranță motivează unii indivizi sa devină religioși, religia oferindu-le confortul unei promisiuni de siguranță printr-un loc paradisiac. Nevoile de siguranță sunt cruciale pentru copii.
Urmează apoi nevoia de iubire și apartenență. În acest nivel se includ nevoia de prietenie, familie, apartenență la un grup, sau de implicare într-o relație intima non-sexuală.
La nivelul patru sunt nevoile de stimă. Acestea cuprind atât recunoașterea venită din partea altor indivizi (care rezulta în sentimente de putere, prestigiu, acceptare, etc) cât și din respectul de sine, ce creează sentimentul de încredere, adecvare, competență. Nesatisfacerea nevoilor de stimă rezulta în descurajare, și pe termen lung în complexe de inferioritate. O nevoie pronunțată de acest fel (de exemplu nevoia pentru admirație) are la bază nesatisfacerea unor nevoi care stau în vârful piramidei, cele de auto-actualizare estetică.
Nevoile de auto-actualizare vin din plăcerea instinctivă a omului de a fructifica la maximum capacitățile proprii, pentru a deveni din ce în ce mai bun. În eseul The Farther Reaches of Human Nature, Maslow scrie că oamenii care au atins starea de auto-actualizare intră adesea într-o stare de transcendență, în care devin conștienți nu doar de potențialul lor personal, ci și de întreg potențialul speciei umane. Deși acești indivizi trăiesc adesea o bucurie extatică, simt totodată și o tristețe cosmică.
Pe primele patru nivele ale piramidei sunt nevoile asa-zise "deficiente": o persoana nu simte nimic special dacă acestea sunt satisfăcute, dar simte un disconfort când nu sunt satisfăcute. Dincolo de aceste nevoi, următoarele mai sunt numite de "creștere". Acestea nu dispar când sunt satisfăcute, în schimb, motivează individul în continuare.
În 1970 Maslow a publicat o revizie a piramidei din 1954, situând în vârful acesteia nevoile cognitive (de a cunoaște, de a înțelege și de a explora) și pe cele estetice (pentru frumusețe, ordine, simetrie). Cu toate acestea, nu toate versiunile piramidei sale includ ultimele 2 nivele.
Maslow a teoretizat că nevoile cognitive nesatisfacute se transformă în nevoi neurotice (non-productive, care perpetuează un stil de viață nesănătos). De exemplu, copiii ale căror nevoi de siguranță nu sunt satisfăcute adecvat pot deveni adulți care pun deoparte bani sau diferite posesiuni.
Maslow crede că singurul motiv pentru care oamenii nu se mișcă în direcția auto-actualizării este din cauza obstacolelor puse în calea lor de societate, mai ales printr-o educație deficitară ce nu poate schimba o persoană cu o slabă pregătire pentru viață într-o persoană cu o abordare pozitivă. Maslow e de părere că educatorii ar trebui sa fie răspunzători de potențialul pe care îl are un individ pentru a ajunge la auto-actualizare în felul său.

### Alte lucrări
Comentarii la lucrările lui Alfred Kinsey despre erorile voluntare.

### Critică
Lui Maslow i-a fost pusă la îndoială rigurozitatea științifică asupra studiului său despre personalitate.
Mulți cercetători cred că, deși importantă, munca sa este bazată doar pe studii de caz, și acuză lipsa lucrului experimental în problema auto-actualizării.